# Andres Gerber
Andres Gerber (Belp, 26 april 1973) is een voormalig profvoetballer uit Zwitserland, die speelde als vleugelverdediger. Na zijn actieve loopbaan stapte hij het trainersvak in.

## Clubcarrière
Gerber begon zijn voetbalcarrière bij de amateurclub uit zijn geboortestad, FC Belp. In 1992 stapte hij over naar BSC Young Boys. Met Grasshopper Club Zürich won hij tweemaal de Zwitserse landstitel, in 2001 en 2003. Gerber beëindigde zijn loopbaan in 2009 bij FC Thun, de club die hij niet veel later diende als assistent-coach.

## Interlandcarrière
Gerber speelde vier officiële interlands voor het Zwitsers nationaal voetbalteam. Onder leiding van interim-bondscoach Hans-Peter Zaugg maakte hij zijn debuut op 19 februari 2000 in het met 4–1 gewonnen vriendschappelijke duel in Masqat tegen Oman, net als Hakan Yakin (Grasshopper-Club) en Léonard Thurre (Servette FC). Gerber moest in die wedstrijd na 71 minuten plaatsmaken voor Sascha Müller (FC St. Gallen).

## Erelijst
Grasshopper-Club
- Zwitsers landskampioen

2001, 2003
 FC Lausanne-Sport
- Zwitserse beker

1999